# Orkney
Orkney (tiếng Gael Scotland: Arcaibh) là một quần đảo tại miền bắc Scotland, cách bờ biển Caithness 16 kilômét (10 mi) về phía bắc. Quần đảo Orkney bao gồm khoảng 70 hòn đảo và có 20 trong số đó là có người ở.
Hòn đảo lớn nhất được gọi là "Mainland" có diện tích 523,25 kilômét vuông (202,03 dặm vuông Anh) và là đảo lớn thứ sáu tại Scotland và là đảo lớn thứ mười tại quần đảo Anh. Khu dân cư lớn nhất và là trung tâm hành chính của đảo là Kirkwall.
Cái tên "Orkney" xuất phát từ thế kỷ thứ nhất TCN hoặc lâu hơn, và quần đảo đã có người định cư ít nhất là đã 8.500 năm. Những người định cư đầu tiên là các bộ lạc thời kỳ Đồ đá giữa và Đồ đá mới và sau đó là những người Pict, Orkney bị Na Uy xâm lược và sáp nhập vào năm 875 và có người Norse đến định cư. Quần đảo sau đó được sáp nhập vào Vương quốc Scotland năm 1472, sau việc trả của hồi môn không thành cho tân nương của James III là Margrete của Đan Mạch. Orkney có một số di tích thời kỳ đồ đá mới cổ nhất và được bảo toàn tốt nhất tại châu Âu, trong đó "Di chỉ thời đồ đá mới ở Orkney" là một Di sản thế giới của UNESCO.
Orkney là một trong 32 khu vực hội đồng tại Scotland, một khu vực bầu cử của Nghị viện Scotland, một xứ để định danh hiệu quý tộc và một quận cũ. Hội đồng địa phương được gọi là Hội đồng Quần đảo Orkney, là một trong ba hội đồng duy nhất tại Scotland có đa số thành viên là những người độc lập.
Bên cạnh đảo chính Mainland, phần lớn các hòn đảo nằm trong hai nhóm, Nhóm đảo Bắc và Nhóm đảo Nam, tất cả đều nằm trên một nền địa chất Sa thạch Đỏ Cũ. Khí hậu ôn hòa và đất đai màu mỡ, hầu hết đất đai được sử dụng cho nông nghiệp. Nông nghiệp là lĩnh vực quan trọng nhất và các nguồn năng lương gió và năng lượng hải dương đang ngày càng tăng tính quan trọng. Cư dân địa phương có một phương ngữ riêng biệt kế thừa một nền văn hóa dân gian phong phú. Quần đảo khá đa dạng về động vật biển hoang dã và gia cầm.

## Thư viện ảnh

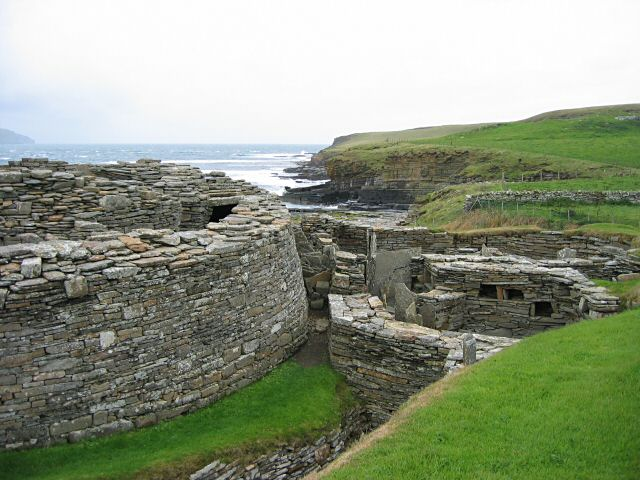
Broch Midhowe và các công trình phụ trợ tại Rousay
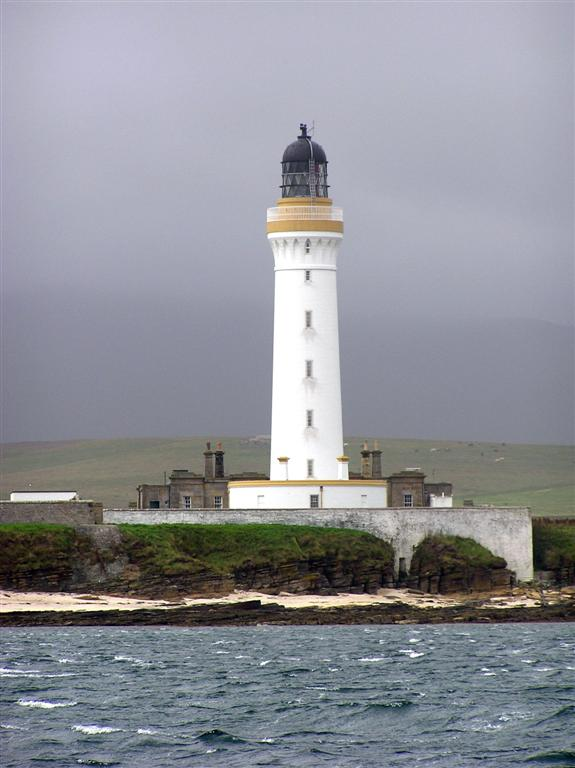
Hải đăng Hoy tại Graemsay
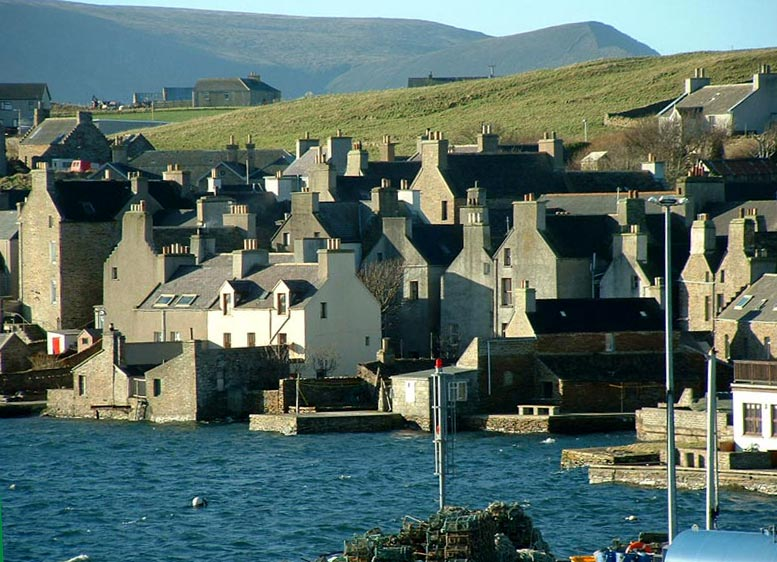
Stromness, khu định cư lớn thứ hai tại Orkney
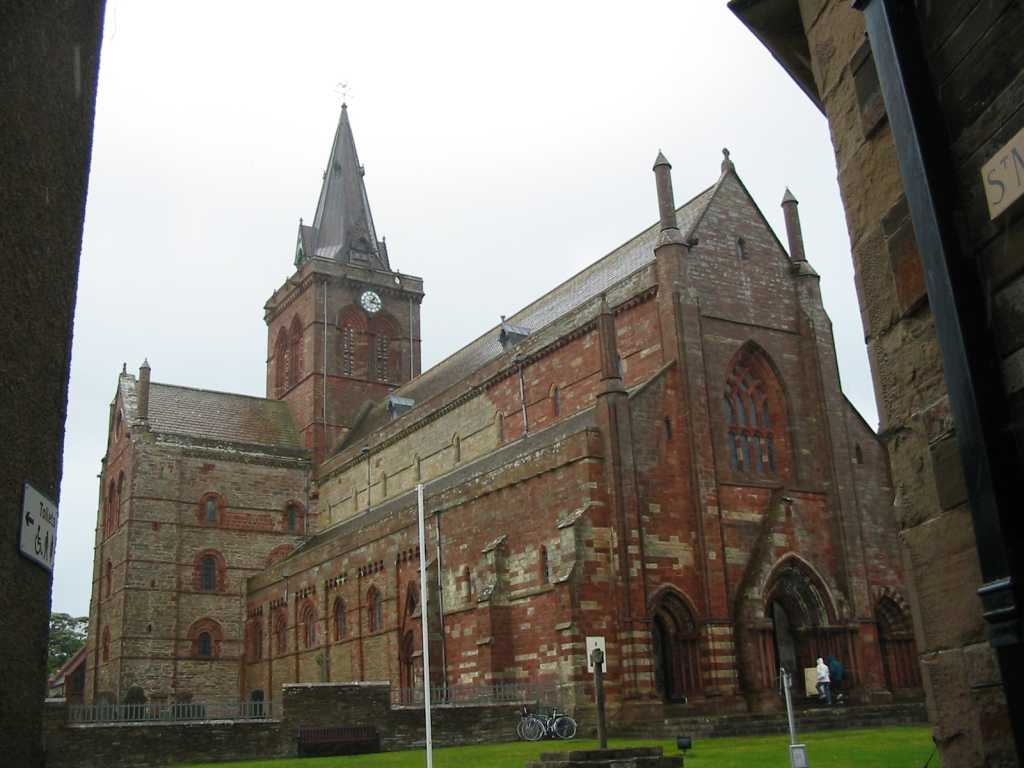
Nhà thờ Thánh Magnus tại Kirkwall